# Idiophyes rotundus
Idiophyes rotundus es una especie de coleóptero de la familia Endomychidae.

## Distribución geográfica
Habita en la isla Reunión.